# Valentin Ngbogo
Valentin Ngbogo, född 14 februari 1969, är en friidrottare från Centralafrikanska republiken. Han deltog vid olympiska sommarspelen 1992.